# Resolució 2212 del Consell de Seguretat de les Nacions Unides
La Resolució 2212 del Consell de Seguretat de les Nacions Unides fou adoptada per unanimitat el 26 de març de 2015. El Consell va augmentar el nombre d'efectius de la MINUSCA a la República Centreafricana.

## Antecedents
En la seva carta preliminar al Consell de Seguretat, el Secretari General de l'ONU va declarar que la seguretat a la República Centreafricana havia millorat considerablement, ja que la MINUSCA estava present al país juntament amb les tropes franceses i de la Unió Europea, sobretot a Bangui. No obstant això, la situació continuava tibant, i els anti-Balaka i els antics combatents séléka continuaven lluitant entre si mentre el crim continuava augmentant. Diverses comunitats musulmanes vivien sota una amenaça constant en condicions espantoses.
Com a conseqüència de la violència a la capital l'octubre de 2014, s'hi van concentrar més cascos blaus, incloses les tropes de reserva, de manera que hi havia massa pocs en altres llocs; entre d'altres, al nord-est dominat per séléka. A més, calia més forces policials per formar funcionaris governamentals, de manera que també eren pocs. A més, a causa de les mesures adoptades i la reobertura de les presons, hi havia pocs guàrdies. Per això, el secretari general va demanar 750 soldats extra, 280 policies addicionals i 20 guardians extra per a MINUSCA.

## Contingut
El nombre màxim d'efectius de MINUSCA es va incrementar en 750 soldats, 280 policies i 20 guàrdies. Com a resultat, els nous màxims van ser 10.750 soldats, 2120 policies i 40 guàrdies. A la pràctica, hi havia 7.973 militars i 1.196 policies presents el 28 de febrer de 2015.